# Лагос (Ксанти)
Лагос (греч. Λάγος, болг. Порто Лагос) — деревня в Греции. Расположена на узкой полоске земли, отделяющей Эгейское море от озера Вистониса, в 24 километрах к юго-востоку от Ксанти, в 188 километрах к северо-востоку от Салоник и в 357 километрах к северо-востоку от Афин. Входит в общину (дим) Авдиру в периферийной единице Ксанти в периферии Восточной Македонии и Фракии. Население 339 жителей по переписи 2011 года.
Через деревню проходит национальная дорога 2.

## Сообщество Неа-Кесани
В местное сообщество Неа-Кесани входят четыре населённых пункта. Население 870 жителей по переписи 2011 года. Площадь 51,8 квадратных километров.
| Наименование   | Население (2011), человек |
| -------------- | ------------------------- |
| Лагос          | 339                       |
| Лутра-Потамьяс | 0                         |
| Неа-Кесани     | 418                       |
| Потамья        | 113                       |

## Население
| Год  | Население, человек |
| ---- | ------------------ |
| 1991 | 367                |
| 2001 | 349                |
| 2011 | ↘ 339              |